# 第14回カンヌ国際映画祭
第14回カンヌ国際映画祭（だい14かいカンヌこくさいえいがさい）は、1961年5月3日から18日にかけて開催された。

## 受賞結果
- パルム・ドール：『かくも長き不在』（アンリ・コルピ）、『ビリディアナ』（ルイス・ブニュエル）
- 審査員特別賞：『尼僧ヨアンナ』（イエジー・カヴァレロヴィッチ）
- 監督賞：ユーリア・ソーンツェワ（『戦場』）
- 男優賞：アンソニー・パーキンス（『さよならをもう一度』）
- 女優賞：ソフィア・ローレン（『ふたりの女』）
- 映画テレビ作家協会賞：『ビリディアナ』（ルイス・ブニュエル）
- フランス映画高等技術委員会賞：『おとうと』（市川崑）

## 審査員

### コンペティション部門
- 審査員長 
  - ジャン・ジオノ （フランス/作家）
- 審査員
  - セルゲイ・ユトケーヴィッチ （ソ連/監督）
  - エドゥアール・モリナロ （フランス/監督）
  - フレッド・ジンネマン （アメリカ/監督）
  - ペドロ・アルメンダリス （メキシコ/俳優）
  - リゼロッテ・プルファー （スイス/女優）
  - ラウール・プロカン （フランス/プロデューサー）
  - ジャン・ポーラン （フランス/作家）
  - クロード・モーリアック （フランス/作家）
  - ルイジ・キアリーニ （イタリア/ジャーナリスト）
  - マルセル・ヴェルテス （ハンガリー/画家）

## 上映作品

### コンペティション部門
アルファベット順。邦題のない場合は原題の下、カッコ内に英題。
| 題名 原題                                                             | 監督                           | 製作国            |
| --------------------------------------------------------------------- | ------------------------------ | ----------------- |
| A Primeira Missa (The First Miss)                                     | リーマ・バレット               | ブラジル          |
| レーズン・イン・ザ・サン A Raisin in the Sun                          | ダニエル・ペトリ               | アメリカ合衆国    |
| 生きる歓び Che gioia vivere                                           | ルネ・クレマン                 | イタリア フランス |
| Dan Cetrnaesti (The Fourteen Days)                                    | ズドラコフ・ヴェリミロヴィッチ | ユーゴスラビア    |
| Darclée                                                               | ミハイ・ヤコブ                 | ルーマニア        |
| Der Letzte Zeuge (The Last Witness)                                   | ヴォルフガング・シュタウテ     | 西ドイツ          |
| Domaren (The Judge)                                                   | アルフ・シェーベルイ           | スウェーデン      |
| Dúvad (The Brute)                                                     | ゾルタン・ファーブリ           | ハンガリー        |
| El Centroforward murió al amanecer (That Forward Center Dies at Dawn) | レネ・ムヒカ                   | アルゼンチン      |
| さよならをもう一度 Goodbye Again                                      | アナトール・リトヴァク         | アメリカ合衆国    |
| Het Mes (The Knife)                                                   | フォンス・ラデメーカーズ       | オランダ          |
| Hoodlum Priest                                                        | アーヴィン・カーシュナー       | アメリカ合衆国    |
| I Like Mike                                                           | ピーター・フライ               | イスラエル        |
| Il Relitto (The Wastrel)                                              | マイケル・カコヤニス           | イタリア ギリシャ |
| Kazaki (The Cossacks)                                                 | ワシリー・プローニン           | ソビエト連邦      |
| ふたりの女 La ciociara                                                | ヴィットリオ・デ・シーカ       | イタリア          |
| La Mano en la Trampa (The Hand in the Trap)                           | レオポルド・トーレ・ニルソン   | アルゼンチン      |
| 鞄を持った女 La ragazza con la valigia                                | ヴァレリオ・ズルリーニ         | イタリア          |
| ビアンカ La viaccia                                                   | マウロ・ボロニーニ             | イタリア          |
| 空と泥 Le ciel et la boue                                             | ピエール＝ドミニク・ゲソー     | フランス          |
| 非行少年の夜 Line                                                     | レインハルト・クリステンセン   | ノルウェー        |
| Madalena                                                              | ディノス・ディモプーロス       | ギリシャ          |
| 尼僧ヨアンナ Matka Joanna od aniolów                                  | イェジー・カヴァレロヴィチ     | ポーランド        |
| おとうと                                                              | 市川崑                         | 日本              |
| Piesen o sivom holubovi (A Song About the Gray Pigeon)                | スタニスラフ・バラバス         | チェコスロバキア  |
| Plein sud                                                             | ガストン・ド・ジェルラシュ     | ベルギー          |
| 戦場 Повесть пламенных лет                                            | ユーリア・ソーンツェワ         | ソビエト連邦      |
| 愛の絆 The Mark                                                       | ガイ・グリーン                 | イギリス          |
| かくも長き不在 Une aussi longue absence                               | アンリ・コルピ                 | フランス          |
| ビリディアナ Viridiana                                                | ルイス・ブニュエル             | スペイン          |